# جين كروبا
جين كروبا (بالإنجليزية: Gene Krupa)‏ (و. 1909 – 1973 م) هو طبال، وقائد فرقة ‏، وموزع (موسيقى)، وملحن، وعازف جاز أمريكي، ولد في شيكاغو، يستخدم آلات طقم طبول، وبالتعاون مع مصنعي طبول سلينجرلاند وزيلدجيان كان قوة رئيسية في تحديد مجموعة آلات الطبول القياسية لعازفي الطبول. تعتبر مجلة مودرن درامر كروبا ”الأب المؤسس لعزف الطبول الحديث“. توفي في يونكيرس، عن عمر يناهز 64 عاماً، بسبب ابيضاض الدم.
عند وفاته، وصفت صحيفة نيويورك تايمز كروبا بـ”الثوري“ الذي اشتهر بعزف الطبول ” الصاخب والمثير“، حيث خلّف عمله إرثاً موسيقياً كبيراً بدأ ”في موسيقى الجاز واستمر حتى عصر الروك“.

## التعليم
تعلم في Saint Joseph's College (Indiana) ‏.

## وصلات خارجية
- جين كروبا على موقع IMDb (الإنجليزية)
- جين كروبا على موقع الموسوعة البريطانية (الإنجليزية)
- جين كروبا على موقع ميوزك برينز (الإنجليزية)
- جين كروبا على موقع قاعدة بيانات برودواي على الإنترنت (الإنجليزية)
- جين كروبا على موقع إن إن دي بي (الإنجليزية)
- جين كروبا على موقع أول ميوزيك (الإنجليزية)
- جين كروبا على موقع ديسكوغز (الإنجليزية)
- جين كروبا على موقع قاعدة بيانات الفيلم (الإنجليزية)
- جين كروبا في قاعدة بيانات الأفلام على الإنترنت